# Апостолис Матопулос
Апостолис Матопулос (на гръцки: Αποστόλης Ματόπουλος) e македонски грък, капитан на гръцка андартска чета в Македония. В Енидже Вардар е известен като Черният Апостол поради носените от него черни дрехи и за разлика от Белият Апостол – войводата Апостол Петков.

## Биография
Роден е в 1868 година в урумлъшката паланка Гида, която тогава е в Османската империя, днес Александрия, Гърция. Оглавява гръцка андартска чета и действа от Урумлъка в района на Ениджевардарското езеро и в западните солунски села срещу четите на ВМОРО на Апостол войвода. Действа заедно с Йоанис Деместихас (капитан Никифорос) срещу колибите Корифи и Волак. Заедно с Гоно Йотов напада Трите хана, Тумба и Текелиево, където убиват изявени българи.
След Младотурската революция Матопулос, който поддържа добри връзки с младотурчина Халил бей от Кавасила, участва в новата администрация и сътрудничи на младотурците. В 1911 година Матопулос заедно с доктор Антонис Антонакис предават на турците капитан Гоно Йотов, който загива в устроената му засада.
В 1912 година, когато районът е завладян от гръцки части по време на Балканската война Матопулос емигрира в Америка с помощта на Константинос Мазаракис, където умира в 1951 година.
- Матопулос и Гоно Йотов
- Четите на Матопулос (седнал вляво) и Гоно Йотов (седнал вдясно)
- Гоно Йотов, Матопулос в Гида след Младотурската революция
- Апостолис Матопулос (най-вляво) с четата си